# Sergi Pla i Simón
Sergi Pla i Simón (Barcelona, 1960) és un policia català amb rang de comissari dels Mossos d'Esquadra. Dirigí la Comissaria General de Recursos Operatius entre 2009 i el 13 de desembre de 2012.

## Trajectòria
Llicenciat en Dret i Ciències policíaques, va ingressar al cos de Mossos d'Esquadra l'any 1996 procedent del Cos Nacional de Policia (CNP), cos on havia ingressat l'any 1980. Fins al 2001 fou cap de la Divisió Central de Seguretat Ciutadana i fins al 2002 cap de la Divisió de Recursos Operatius. L'any 2004, va dirigir el desplegament dels Mossos d'Esquadra a l'àrea del Besòs com a intendent de la comissaria de Badalona. L'any 2007, el conseller Joan Saura (ICV) el designà com a cap de la Divisió de Trànsit, i l'any 2009 com a comissari.
Durant el seu mandat al capdavant de la Comissaria General de Recursos Operatius, departament responsable de la unitat d'antiavalots (Àrea de Brigada Mòbil), fou criticat pels seus excessos en esdeveniments com el desallotjament de la plaça de Catalunya de Barcelona durant l'assentament del Moviment 15-M Indignats, per l'ús de pilotes de goma o l'ocultació del número identificatiu dels agents sota l'armilla protectora.

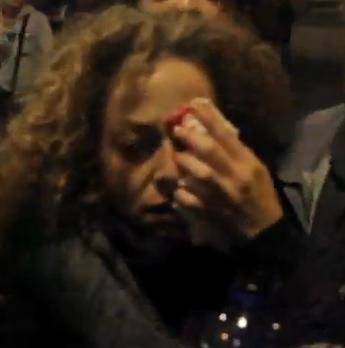
Ester Quintana, després de rebre l'impacte d'una pilota de goma.

El cas que va forçar la seva dimissió fou la pèrdua de l'ull d'Ester Quintana durant la manifestació de la vaga general del 14 de novembre de 2012 a Barcelona. Oficialment, el cos de Mossos d'Esquadra va assegurar que no es van disparar pilotes de goma en aquella manifestació. Dies després, quan es va mostrar amb proves gràfiques que la versió oficial era errònia, Pla va posar el seu càrrec a disposició del conseller d'Interior, Felip Puig, després d'haver reconegut que va amagar l'informe que afirmava l'ús d'aquesta arma. El juliol de 2013 el Departament d'Interior de la Generalitat de Catalunya va retirar de les seves tasques al cap i als sis agents de la unitat Dragó 414 per «indisciplina», després d'haver admès que van baixar del vehicle a la cruïlla de passeig de Gràcia amb Gran Via de les Corts Catalanes i que «creien recordar» que només es va disparar un projectil i haver negat aquesta informació durant vuit mesos.